# Kaszás kereszt
Névváltozatok: 
de: Sensenblattkreuz 

Rövidítések:

A kaszás kereszt stilizált kaszapengékből áll. Ebbe a csoportba sorolható mindenféle olyan kereszt, melyek szára valamilyen használati tárgyból vagy általában bármiféle tárgyból van összeállítva, mint pl. a szőlőmetsző kések pengéjéből álló szőlőmetszőkés-kereszt.
1933-tól betiltásáig kaszáskereszt (két kereszt harántkeresztesen) volt a jelképe a Böszörmény Zoltán vezette Nemzeti Szocialista Magyar Munkáspártnak.      

Szőlőmetszőkés-kereszt (de: Winzermesserkreuz, Rebmesserkreuz)
Koronavégű kereszt (de: Kronenkreuz), a végén stilizált korona van. Előfordulhat úgy is, hogy mind a négy végén van korona.
Hármasvilla-kereszt (en: trident cross, de: Dreizackkreuz), Posseidon tengeristen háromágú villáját mintázza
Hármasvilla-kereszt
Hármasvilla-latin kereszt
Ukrán horgonykereszt, a trizub, azaz háromfogú kereszt. A hármasvilla stilizált változata, egyes vélemények szerint stilizált sólyom. Eredetileg I. Bölcs Jaroszláv kijevi nagyfejedelem (1019–1054) pénzein fordul elő. Az elődeinél és utódainál különféle változatai voltak.